# Arnoux' näbbval
Arnoux' näbbval (Berardius arnuxii) är ett däggdjur i familjen näbbvalar som förekommer i havsregioner kring Antarktis. Arten liknar bairds näbbval i utseende och vissa zoologer antar att de är en och samma art.
Namnet syftar på en person med namnet Arnoux som var kirurg på fartyget som hittade det första exemplaret.

## Utbredning
Den viktigaste skillnaden mellan båda arter är utbredningsområdet. Arnoux' näbbval hittas i Antarktiska oceanen och angränsande delar av Atlanten, Indiska oceanen och Stilla havet. Den vistas vanligen mellan 34°S och 78°S. Bairds näbbval lever däremot i norra Stilla havet.
Arnoux' näbbval lever främst pelagisk i regioner längre bort från kontinentalsocklarna. Ibland iakttas valen nära land, till exempel vid Antarktiska halvön.

## Utseende
Arten når en kroppsläng mellan 8 och 10 meter. Den har huvudsakligen en gråbrun till brun färg och på undersidan finns osymmetriska vita fläckar. Hos äldre hannar kan fläckarna vid halsen bilda större vitaktiga områden. Djuret har bara fyra tänder i underkäken och de två största är synliga utanför munnen.

## Ekologi
Arten är en utmärkt dykare och kan simma 7 km under vattenytan innan den måste andas igen. Det är inte utredd vad denna näbbval äter men det antas att den har samma föda som bairds näbbval, alltså fiskar, bläckfiskar och andra ryggradslösa havsdjur.

## Status och hot
Den stora valfångsten vid början av 1900-talet var inte inriktad på arnoux' näbbval men kanske dödades några individer. Vissa exemplar hamnade av misstag i fiskenät och industriell fiske i Antarktiska oceanen kan minska valens födokällor.
Andra potentiella hot är klimatförändringar och oljud i havet. Populationsstorleken är inte känd. IUCN listar arnoux' näbbval med kunskapsbrist (DD).